# Benjamin Bloomfield (1er baron Bloomfield)
Pour les articles homonymes, voir Bloomfield.
Benjamin Bloomfield (13 avril 1768 - 15 août 1846) est un officier de l'armée britannique qui participe à la bataille de Vinegar Hill en juin 1798 pendant la rébellion irlandaise. Il est député de Plymouth de 1812 à 1818 et secrétaire privé du souverain de 1817 à 1822 avant de devenir commandant de la garnison de Woolwich en 1826.

## Début de carrière
Bloomfield est né en 1768, fils de John Bloomfield et d'Anne Charlotte Waller et fait ses études à l'Académie royale militaire de Woolwich. Il est nommé sous-lieutenant dans l'Artillerie royale en 1781. Après avoir participé à la bataille de Vinegar Hill en juin 1798 pendant la rébellion irlandaise, il sert à Terre-Neuve, à Gibraltar et à Brighton en 1806, où, en tant que major breveté, il dirige une troupe de la Royal Horse Artillery. Il est également nommé gentilhomme d'honneur du roi cette année-là. Promu Major général le 4 juin 1814, il est député de Plymouth de 1812 à 1818 et est nommé conseiller privé le 19 juillet 1817.

## Secrétaire particulier de George IV
Il est aide de camp, puis écuyer en chef et greffier maréchal du prince de Galles et enfin secrétaire particulier du roi, gardien de la bourse privée et receveur du duché de Cornouailles de 1817 à 1822. L'un des problèmes auxquels Bloomfield doit faire face en tant que secrétaire privé sont les dépenses extravagantes du roi. Cela conduit à des discussions parlementaires sur d'éventuelles réformes de la liste civile.
L'aversion du roi et de Lady Conyngham pour Bloomfield, alors qu'il tente de freiner les excès du roi, devient évidente lors du voyage du roi en Écosse le 10 août 1822, alors que l'étoile montante de l'entourage du roi, William Knighton, est située à côté de la cabine du roi, tandis que Bloomfield est plutôt froidement relégué dans une cabine bien plus éloignée. De plus, Conyngham encourage son fils, Francis, à assumer certaines des responsabilités de Bloomfield, au grand dam de Bloomfield. Il y a même une rumeur selon laquelle certains des bijoux de Lady Conyngham appartiendraient à la Couronne, un fait connu de Bloomfield, et donc la maîtresse royale s'est sentie obligée de le faire partir. Alors que Bloomfield commence à être miné Sir William Knighton et Francis Conyngham, la confiance du roi commence à s'estomper, son emprise sur la bourse royale s'affaiblit et il voit brusquement son salaire arrêté par ordre royal - son départ est imminent. Dans un acte de désespoir, il commence à faire pression sur le Parlement, affirmant être victime d'une "trahison royale".
La chute de Bloomfield est encore accélérée par une visite royale à Dublin en 1821. Lors d'un incident, le roi visite un théâtre local et, croyant que Bloomfield est un membre important du parti du roi, le directeur commence à jouer l'hymne national alors que Bloomfield entre dans sa loge, répondant en s'inclinant et en souriant en plaisantant alors que la foule se lève et commence à chanter. 'God Save the King' (croyant Bloomfield être un membre de la famille royale). Le roi, connu pour son sens de l'humour, était exceptionnellement furieux contre cet acte, le déclarant une insulte. Une autre explication plausible du renvoi de Bloomfield est fournie par un courtisan, Sir William Freemantle dans une lettre au duc de Buckingham. Les dépenses du roi au printemps 1822 montrent qu'une somme d'argent considérable a été dépensée pour un article non divulgué, que Bloomfield révèle être l'achat de diamants par le roi. Le roi considère cela comme dommageable et montre sans aucun doute que Bloomfield a perdu sa capacité à protéger l'image du roi à tout prix. Les diamants sont très probablement pour la maîtresse royale, une affirmation que les médias dénoncent . Dans un dernier épisode humiliant pour Bloomfield, il est condamné par le roi à payer à JL Marks une somme de 45 £ pour empêcher la publication d'un dessin qui implique le roi et sa maîtresse dans l'affaire du diamant, après que Marks ait envoyé une copie au roi à sa résidence avant sa publication.
Enfin, au grand soulagement du roi, les ministres conviennent que Bloomfield doit être démis de ses fonctions. Le roi écrit à Lord Liverpool, demandant la suppression du poste de secrétaire privé pour que le départ de Bloomfield semble être une question de politique plutôt que de la Couronne. Bloomfield se voit offrir le poste de gouverneur de Ceylan en compensation, ou son salaire actuel à vie et l'Ordre du bain. Bloomfield estime que ses efforts méritent à tout le moins une pairie anglaise, le roi est cependant furieux en entendant la demande de Bloomfield, menaçant de l'éloigner de la société, tout comme sa femme l'a été. Bloomfield refuse pragmatiquement le poste de gouverneur de Ceylan, mais accepte l'Ordre du Bain, une sinécure d'une valeur de 650 £ par an et le poste de gouverneur de Fort Charles en Jamaïque qu'il échange plus tard contre le poste de ministre à Stockholm, où il sert de 1823 à 1832. Le roi l'invite une dernière fois au pavillon royal de Brighton pour recevoir l'ordre du Bain des mains du roi, mais se ravise.
Bloomfield est fait chevalier le 12 décembre 1815, nommé chevalier grand-croix de l'ordre du bain le 1er avril 1822 et colonel commandant de l'Artillerie royale le 21 février 1824. Il est également anobli dans la pairie d'Irlande en tant que baron Bloomfield le 11 mai 1825. Il devient commandant de la garnison de Woolwich en 1826.
Après ses années turbulentes au service du roi, Bloomfield embrasse de manière inattendue les valeurs du méthodisme et devient un fervent chrétien. Sa maison à Portman Square, à Londres, amuse de nombreux passants car il a souvent une pancarte sur sa porte d'entrée, ornée des mots «En prière». Il est promu lieutenant général le 22 juillet 1830 et meurt en Irlande en 1846. Il est enterré à l'église paroissiale de Borrisnafarney dans le mausolée de Bloomfield dans le comté d'Offaly, en Irlande qui est situé à 1,5 mile du village de Moneygall à côté du domaine de Loughton.

## Famille
Bloomfield épouse Harriott Douglas, fille de Thomas Douglas, le 7 septembre 1797. Ils ont un fils, John Arthur Douglas Bloomfield, 2e baron Bloomfield de Ciamhaltha (1802-1879) qui est créé baron Bloomfield, de Ciamhaltha dans le comté de Tipperary, dans la pairie du Royaume-Uni, lors de sa retraite en tant qu'ambassadeur britannique en Autriche, et trois filles, Charlotte, Georgina et Harriott. Harriott Mary Anne Bloomfield épouse le 5 juin 1833 le colonel Thomas Henry Kingscote (né le 19 janvier 1799, décédé le 19 décembre 1861) .

## Sources
- B. Bloomfield, Memoir of Benjamin, Lord Bloomfield, G.C.B., G.C.H, Vol I and II, edited by Georgiana, Lady Bloomfield, London : Chapman and Hall, Limited, 1884 (lire en ligne)
- Lady Anne Hamilton, Secret history of the court of England from the accession of George the Third to the death of George the Fourth, including among other important matters, full particulars of the death of Princess Charlotte, William Henry Sevenson, 1832 (lire en ligne)
- E. A. Smith, George IV, Yale University, 2000 (ISBN 978-0300088021)